# Ананьєв Анатолій Андрійович
Анатолій Андрійович Ананьєв (31 серпня 1900, станиця Варениківська Таманського округу Кубанської області, тепер Кримського району Краснодарського краю, Російська Федерація — 25 травня 1942, Аткарський виправно-трудовий табір НКВС СРСР Саратовської області, тепер Російська Федерація) — білоруський радянський діяч, 2-й секретар ЦК КП(б) Білорусії, 1-й секретар Мозирського окружного комітету КП(б) Білорусії, 1-й секретар Вітебського обласного комітету КП(б) Білорусії, заступник голови Ради народних комісарів Білоруської РСР. Член Бюро ЦК КП(б) Білорусії з 25 жовтня 1937 до 4 жовтня 1938 року. Член ЦВК Білоруської РСР у 1935—1938 роках. Депутат Верховної ради Білоруської РСР 1-го скликання.

## Життєпис
Народився в родині робітника-столяра.
З квітня 1914 до липня 1917 року працював хлопчиком-розсильним приватного підприємства залізних виробів Талдикова в станиці Кримській та місті Катеринодарі Кубанської області.
У липні 1917 — червні 1918 року — червоногвардієць загону Червоної гвардії в місті Темрюк, станицях Кримській та Афіпській Кубанської області.
У червні 1918 — квітні 1919 року — червоноармієць 1-го, 3-го та 5-го полків 2-ї стрілецької дивізії РСЧА і 11-ї Таманської армії Північно-Кавказького фронту. Учасник Громадянської війни в Росії.
З квітня до липня 1919 року лікувався у військових госпіталях в Астрахані, Саратові та Симбірську.
Член РКП(б) з червня 1919 року.
З липня до листопада 1919 року перебував в команді одужуючих, був палатним наглядачем 419-го госпіталю в Симбірську та Уфі.
У листопаді 1919 — березні 1921 року — комісар 419-го, 54-го та 233-го військових госпіталів в Уфі, Казані та Бірську Башкирської АРСР.
З березня до грудня 1921 року — слухач військово-політичних курсів в Казані та Самарі.
У грудні 1921 — квітні 1924 року — військовий комісар 2-го стрілецького полку 2-ї стрілецької дивізії РСЧА в місті Симбірську.
У квітні 1924 — серпні 1927 року — військовий комісар 101-го полку 34-ї стрілецької дивізії РСЧА в місті Сизрані Самарської губернії.
У серпні 1927 — червні 1929 року — військовий комісар 5-го стрілецького полку 2-ї стрілецької дивізії РСЧА в місті Фергані Узбецької РСР.
У червні 1929 — червні 1930 року — слухач курсів удосконалення старшого політичного складу при Військово-політичній академії РСЧА імені Толмачова в Ленінграді.
У червні 1930 — січні 1933 року — військовий комісар 12-го стрілецького полку та заступник начальника політичного відділу 3-ї стрілецької дивізії РСЧА в місті Термезі Узбецької РСР.
У січні 1933 — січні 1935 року — начальник політичного відділу Калиновської машинно-тракторної станції села Грушевське Александровського району Північно-Кавказького краю.
У січні — липні 1935 року — 1-й секретар Шпаковського районного комітету ВКП(б) Північно-Кавказького краю.
У серпні 1935 — вересні 1937 року — 1-й секретар Мозирського окружного комітету КП(б) Білорусії.
У вересні 1937 — квітні 1938 року — заступник голови Ради народних комісарів Білоруської РСР.
11 березня — 31 травня 1938 року — 1-й секретар Організаційного бюро ЦК КП(б) Білорусії по Вітебській області.
30 березня — 4 жовтня 1938 року — 2-й секретар ЦК КП(б) Білорусії. 
Одночасно 4 червня — липень 1938 року — 1-й секретар Вітебського обласного комітету КП(б) Білорусії.
4 жовтня 1938 року заарештований органами НКВС Білоруської РСР. 29 травня 1940 року засуджений до 20-ти років позбавлення волі та 5-ти років поразки у правах. У липні 1940 року виключений із партії. Помер 25 травня 1942 року в Аткарському виправно-трудовому таборі НКВС СРСР Саратовської області.
Посмертно реабілітований Військовою колегією Верховного Суду СРСР 25 грудня 1954 року.

## Нагороди
- орден Червоного Прапора